# Марьяновка (Симферопольский район)
Марья́новка (укр. Мар'янівка, крымскотат. Maryanovka, Марьяновка) — упразднённое село в Симферопольском районе Крыма, включённое в состав села Доброго (видимо, это было административное объединение с переселением жителей — по доступным историческим документам Марьяновка находилась примерно в 1,5 километрах севернее современного Доброго).

## История
Впервые в доступных источниках селение встречается в Статистическом справочнике Таврической губернии. Ч.II-я. Статистический очерк, выпуск шестой Симферопольский уезд, 1915 годсогласно которому в деревне Марьяновка (Долгорукого) Подгородне-Петровской волости Симферопольского уезда числилось 10 дворов с русским населением без приписных жителей, но с 40 — «посторонними», из которых 25 мужчин и 15 женщин. Жители землёй не владели, в хозяйствах имелось 20 лошадей, 10 коров и 12 голов мелкого скота.
После установления в Крыму Советской власти, по постановлению Крымревкома от 8 января 1921 года была упразднена волостная система, и село включили в состав Подгородне-Петровского района. 11 октября 1923 года, согласно постановлению ВЦИК, в административное деление Крымской АССР были внесены изменения, в результате которых был ликвидирован Подгородне-Петровский район и образован Симферопольский район, в состав которого и включили Марьяновку. Согласно Списку населённых пунктов Крымской АССР по Всесоюзной переписи 17 декабря 1926 года, в селе Марьяновка, Джалман-Кильбурунского сельсовета (к 1940 году преобразованному в Джалманский) Симферопольского района, числилось 11 дворов, из них 10 крестьянских, население составляло 48 человек, из них 47 русских и 1 украинец.
В 1944 году, после освобождения Крыма от фашистов, 12 августа 1944 года было принято постановление № ГОКО-6372с «О переселении колхозников в районы Крыма» и в сентябре 1944 года в район приехали первые новоселы (214 семей) из Винницкой области, а в начале 1950-х годов последовала вторая волна переселенцев из различных областей Украины. С 25 июня 1946 года Марьяновка в составе Крымской области РСФСР, а 26 апреля 1954 года Крымская область была передана из состава РСФСР в состав УССР.
Решением Крымоблисполкома от 8 сентября 1958 года № 834 Марьяновка присоединена к Доброму (согласно справочнику «Крымская область. Административно-территориальное деление на 1 января 1968 года» — в период с 1954 по 1968 годы).